# Remote Administrator
Remote Administrator – program umożliwiający zdalny dostęp do komputera. Zasada jego działania polega na utworzeniu przez aplikację „lustrzanego sterownika”, tzn. wirtualnej karty graficznej, która „odrysowuje” wszelkie ruchy na komputerze. Umożliwia to obserwowanie innego komputera lub kontrolę nad nim.
Cena zależy od modułu, licencja Radmin Server 3 kosztuje 49$, natomiast Radmin Viewer jest darmowy.

## Zasada działania
Program dzieli się na 2 aplikacje:
- Radmin Server – moduł serwera, instalowany na komputerze, do którego chcemy uzyskać dostęp
- Radmin Viewer – moduł klienta, instalowany na komputerze, z którego będziemy się łączyć

Wszelkie operacje wykonane na komputerze są przekazywane za pośrednictwem internetu. Umożliwia to tzw. „lustrzany sterownik” (Video Hook Driver), którzy przesyła zarejestrowane ruchy, omijając kartę graficzną osoby, u której postawiono serwer. Nowsze wersje programu zostały specjalnie przystosowane, aby wysyłać tylko zmieniające się fragmenty obrazu, co zwiększa liczbę odbieranych klatek na sekundę przy mniejszym obciążeniu procesora oraz sieci.
Oprogramowanie pozwala na dodawanie różnych elementów bezpieczeństwa oraz tworzenie wielu kont z różnymi przywilejami.